# Neville William Cayley
Neville William Cayley, né le 7 janvier 1886 et mort le 17 mars 1950, est un auteur australien, un artiste et un ornithologiste amateur.

## Biographie
Il est le fils de l'ornithologiste et artiste en ornithologie Neville Henry Cayley. Son livre le plus célèbre est What Bird is That?, le premier guide de terrain entièrement illustré sur les oiseaux australiens, et le seul disponible des années 1930 (la première édition paraît en 1931) jusqu'aux années 1960. Il est membre de la Royal Australasian Ornithologists Union (RAOU), et la préside entre 1936 et 1937. Ses dessins illustrent durant de nombreuses années le journal émis par le RAOU, l'Emu.